# Agrias quadrata
Agrias quadrata är en fjärilsart som beskrevs av Peter William Michael 1930. Agrias quadrata ingår i släktet Agrias och familjen praktfjärilar. Inga underarter finns listade i Catalogue of Life.